# Lamarque-Pontacq
Lamarque-Pontacq är en kommun i departementet Hautes-Pyrénées i regionen Occitanien i sydvästra Frankrike. Kommunen ligger i kantonen Ossun som tillhör arrondissementet Tarbes. År 2022 hade Lamarque-Pontacq 867 invånare.

## Befolkningsutveckling
Antalet invånare i kommunen Lamarque-Pontacq
| Referens: INSEE |